# کوندوز
کوندوز یا قوندوز شهری در شمال افغانستان و مرکز کوندوز است. این شهر به مدت ۱۱۰ سال پایتخت هپتالیان بود و ششمین شهر بزرگ افغانستان و بزرگ‌ترین شهر در بخش شمال‌شرقی کشور است. این شهر در منطقهٔ تاریخی تخارستان، باختر، در حوالی محل تلاقی رودخانهٔ کوندوز واقع شده‌است. کوندوز از طریق شاهراه‌ها با کابل از جنوب، مزارشریف از غرب و بدخشان از شرق ارتباط دارد. کوندوز از طریق بندر شیرخان از شمال با دوشنبه در تاجیکستان نیز ارتباط دارد.
کاربری زمین در شهر (در محدودهٔ شهرداری) عمدتاً کشاورزی است که ۸٫۶۵٪ درصد کل مساحت را در بر می‌گیرد. زمین‌های مسکونی تقریباً نیمی از زمین‌های ساخته‌شده و ۴۸٫۳٪ با ۲۹٬۸۷۷ خانهٔ مسکونی را تشکیل می‌دهد. با توجه به اینکه فرودگاه در محدودهٔ شهرداری واقع شده‌است، زمین‌های سازمانی ۱۷٫۹٪ کاربری اراضی ساخته‌شده را شامل می‌شود.بخش‌های دیگر ربض و شارستان و باره و حصار بوده‌است.

## تاریخچه
کوندوز محل شهر باستانی دراپساکا است. این مرکز بزرگ یادگیری فرهنگ بودایی و در طی قرن ۳ میلادی بسیار مرفه بود.
این شهر قبلاً والوالیچ ولوالیج/ولوالج (واروالیز) نامیده می‌شد و استفاده از کوندوز از زمان تیموری آغاز شد.
در قرون ۱۸ و ۱۹ پایتخت یک خاندان ازبک-تاجیکی، گاهی مستقل و گاهی خودمختار بود که در دهه ۱۸۲۰ سرزمینی از بلخ تا کوه‌های پامیر را در بر می‌گرفت. این بخشی از بازی بزرگ بین انگلیس و روس بود. این خانات سرانجام در سال ۱۸۵۹ توسط افغانستان فتح شد. بین صد تا دویست هزار تاجیک و ازبک از فتح سرزمین خود توسط ارتش سرخ روسیه در جریان تصرف سرزمین شان توسط آنها فرار کرده و در شمال افغانستان ساکن شدند.
در اوایل قرن بیستم، تحت حکومت شیرخان ناشر، کوندوز به یکی از ولایت‌های ثروتمند افغانستان تبدیل شد. این بیشتر به دلیل تأسیس شرکت پنبه سپین زر توسط ناشر بود که همچنان در افغانستان پس از جنگ وجود دارد.
کوندوز مهم‌ترین استان زراعتی است که گندم، برنج، ارزن و سایر محصولات تولید می‌کند و لقب «کندوی کشور» را به خود اختصاص داده‌است.
کوندوز مرکز ولایات شمال شرقی است و در سال ۱۹۹۷ توسط طالبان تسخیر شد. این آخرین شهر بزرگی بود که طالبان قبل از سقوط شان به دست نیروهای اتحاد شمال افغانستان با فرماندهی قوماندان محمدداوود داوود در ۲۶ نوامبر ۲۰۰۱ کنترول ولایت کوندوز را در دست گرفتند.
در تابستان ۲۰۱۵، طالبان پیشروی کردند و به شهر حمله کردند، که منجر به نبرد برای کنترل شهر در برابر نیروهای افغان شد. ده‌ها هزار نفر از ساکنان این منطقه در اثر جنگ آواره شدند. در ۲۸ سپتامبر ۲۰۱۵ پرچم طالبان بار دیگر در مرکز شهر برافراشته شد و طالبان موفق شدند زندان شهر را به تصرف خود درآورند و بسیاری از زندانیان را آزاد کنند. نیروهای مسلح افغانستان حمله متقابل انجام دادند و موفق شدند شهر را ظرف ۱۵ روز دوباره تصرف کنند. طالبان اعلام کرد که پس از دستیابی به اهداف خود، آنها از مرکز شهر خارج شده‌اند. ذبیح‌الله مجاهد، سخنگوی طالبان، گفت که هدف اصلی آنها در ترک شهر جلوگیری از تلفات غیرنظامیان در اثر حملات هوایی است. در آوریل ۲۰۱۸ نیروی هوایی افغانستان یک حمله هوایی انجام داد که منجر به کشته و زخمی شدن ده‌ها غیرنظامی در یک مدرسه مذهبی در کوندوز شد. در ۳۱ آگوست ۲۰۱۹، نیروهای طالبان حمله دیگری به این شهر آغاز کردند و نبرد بزرگی را با نیروهای امنیتی محلی آغاز کردند.
در ۱۹ مه ۲۰۲۰، طالبان با انفجار یک بمب موتورسیکلت در کوندوز یک پلیس و یک غیرنظامی را کشته و ۱۸ نفر را زخمی کردند. در همان روز، طالبان مجدداً برای تصرف کوندوز تلاش کردند و به چندین پست دولتی حمله کردند، اما توسط نیروهای امنیتی افغانستان شکست خوردند. طالبان مجبور به ترک شهر شدند و ده جسد را پشت سر خود گذاشتند. در جریان حمله طالبان، هشت سرباز افغان و سه غیرنظامی کشته و ۵۵ نفر دیگر زخمی شدند.

## جغرافیا
کوندوز در یک مکان استراتژیک، در شاهراه اصلی شمال به جنوب متصل به کابل-تاجیکستان، شرق به غرب مزارشریف به تالقان و فیض آباد واقع شده‌است.

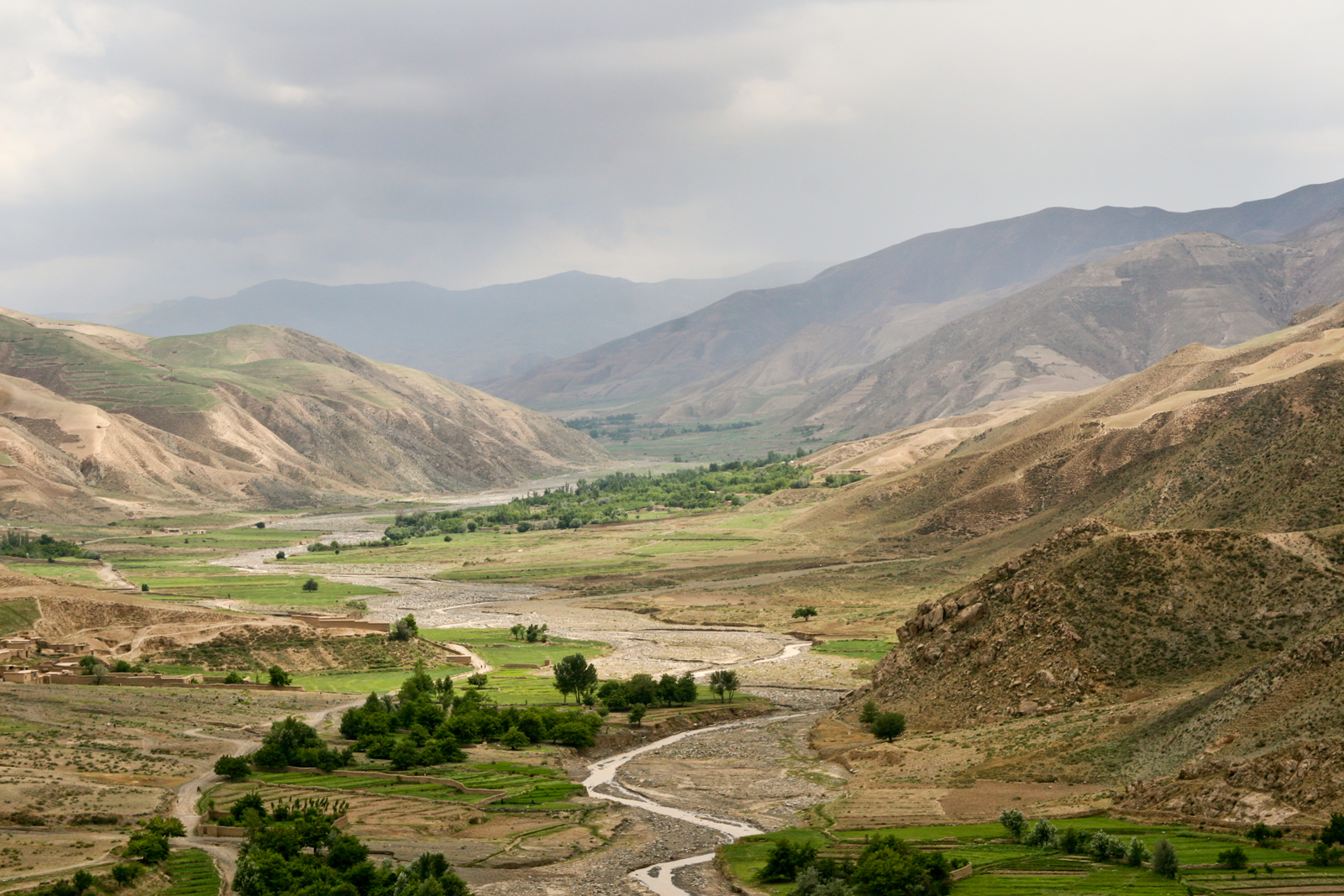
یک دره دردولایت کوندوز

### آب و هوا
کوندوز دارای آب و هوای نیمه خشک سرد (طبقه‌بندی آب و هوای کوپن) با تابستانهای گرم و زمستانهای خنک است. به‌طور کلی بارش به جز از ژانویه تا آوریل کم است و تابستانها تقریباً همیشه بدون باران هستند.
| داده‌های اقلیم کوندوز              | داده‌های اقلیم کوندوز | داده‌های اقلیم کوندوز | داده‌های اقلیم کوندوز | داده‌های اقلیم کوندوز | داده‌های اقلیم کوندوز | داده‌های اقلیم کوندوز | داده‌های اقلیم کوندوز | داده‌های اقلیم کوندوز | داده‌های اقلیم کوندوز | داده‌های اقلیم کوندوز | داده‌های اقلیم کوندوز | داده‌های اقلیم کوندوز | داده‌های اقلیم کوندوز |
| ماه                               | ژانویه               | فوریه                | مارس                 | آوریل                | مه                   | ژوئن                 | ژوئیه                | اوت                  | سپتامبر              | اکتبر                | نوامبر               | دسامبر               | سال                  |
| --------------------------------- | -------------------- | -------------------- | -------------------- | -------------------- | -------------------- | -------------------- | -------------------- | -------------------- | -------------------- | -------------------- | -------------------- | -------------------- | -------------------- |
| سابقهٔ بیش‌ترین °C (°F)             | ۲۱٫۲ (۷۰)            | ۲۵٫۰ (۷۷)            | ۳۲٫۸ (۹۱)            | ۳۸٫۹ (۱۰۲)           | ۴۲٫۲ (۱۰۸)           | ۴۶٫۲ (۱۱۵)           | ۴۵٫۳ (۱۱۴)           | ۴۴٫۲ (۱۱۲)           | ۳۹٫۲ (۱۰۳)           | ۳۹٫۴ (۱۰۳)           | ۲۸٫۴ (۸۳)            | ۲۱٫۶ (۷۱)            | ۴۶٫۲ (۱۱۵)           |
| میانگین بیش‌ترین °C (°F)           | ۶٫۳ (۴۳)             | ۹٫۵ (۴۹)             | ۱۵٫۸ (۶۰)            | ۲۳٫۰ (۷۳)            | ۲۹٫۸ (۸۶)            | ۳۷٫۳ (۹۹)            | ۳۹٫۰ (۱۰۲)           | ۳۶٫۹ (۹۸)            | ۳۱٫۸ (۸۹)            | ۲۴٫۵ (۷۶)            | ۱۶٫۰ (۶۱)            | ۹٫۷ (۴۹)             | ۲۳٫۳ (۷۳٫۸)          |
| میانگین روزانه °C (°F)            | ۱٫۶ (۳۵)             | ۴٫۴ (۴۰)             | ۱۰٫۴ (۵۱)            | ۱۷٫۲ (۶۳)            | ۲۲٫۹ (۷۳)            | ۲۹٫۳ (۸۵)            | ۳۱٫۳ (۸۸)            | ۲۹٫۲ (۸۵)            | ۲۳٫۹ (۷۵)            | ۱۶٫۹ (۶۲)            | ۹٫۵ (۴۹)             | ۴٫۴ (۴۰)             | ۱۶٫۷۵ (۶۲٫۲)         |
| میانگین کم‌ترین °C (°F)            | −۲٫۴ (۲۸)            | ۰٫۰ (۳۲)             | ۵٫۷ (۴۲)             | ۱۱٫۶ (۵۳)            | ۱۵٫۷ (۶۰)            | ۲۰٫۹ (۷۰)            | ۲۳٫۳ (۷۴)            | ۲۱٫۵ (۷۱)            | ۱۶٫۳ (۶۱)            | ۱۰٫۶ (۵۱)            | ۴٫۱ (۳۹)             | ۰٫۰ (۳۲)             | ۱۰٫۶۱ (۵۱٫۱)         |
| سابقهٔ کم‌ترین °C (°F)              | −۲۲٫۷ (−۹)           | −۲۳٫۱ (−۱۰)          | −۱۱٫۸ (۱۱)           | −۲٫۱ (۲۸)            | ۴٫۲ (۴۰)             | ۱۲٫۵ (۵۵)            | ۱۵٫۷ (۶۰)            | ۱۲٫۶ (۵۵)            | ۳٫۵ (۳۸)             | −۲٫۰ (۲۸)            | −۹٫۸ (۱۴)            | −۲۰ (−۴)             | −۲۳٫۱ (−۱۰)          |
| بارندگی میلی‌متر (اینچ)            | ۴۴٫۰ (۱٫۷۳)          | ۵۶٫۵ (۲٫۲۲)          | ۷۶٫۷ (۳٫۰۲)          | ۵۴٫۴ (۲٫۱۴)          | ۲۹٫۸ (۱٫۱۷)          | ۰٫۱ (۰)              | ۱٫۳ (۰٫۰۵)           | ۰٫۳ (۰٫۰۱)           | ۰٫۱ (۰)              | ۷٫۳ (۰٫۲۹)           | ۲۳٫۷ (۰٫۹۳)          | ۲۸٫۴ (۱٫۱۲)          | ۳۲۲٫۶ (۱۲٫۶۸)        |
| میانگین روزهای بارانی             | ۵                    | ۶                    | ۱۱                   | ۱۰                   | ۹                    | ۱                    | ۱                    | ۰                    | ۰                    | ۳                    | ۵                    | ۶                    | ۵۷                   |
| میانگین روزهای برفی               | ۵                    | ۴                    | ۲                    | ۰                    | ۰                    | ۰                    | ۰                    | ۰                    | ۰                    | ۰                    | ۱                    | ۲                    | ۱۴                   |
| درصد رطوبت                        | ۸۰                   | ۷۵                   | ۷۵                   | ۷۱                   | ۵۴                   | ۳۱                   | ۲۸                   | ۲۹                   | ۳۲                   | ۴۴                   | ۶۳                   | ۷۶                   | ۵۴٫۸                 |
| میانگین روزانه ساعت‌های تابش آفتاب | ۱۱۴٫۴                | ۱۱۴٫۶                | ۱۵۸٫۹                | ۲۰۱٫۰                | ۲۷۶٫۵                | ۳۳۲٫۱                | ۳۴۰٫۲                | ۳۱۵٫۵                | ۲۸۹٫۷                | ۲۲۱٫۸                | ۱۶۹٫۳                | ۱۱۸٫۳                | ۲٬۶۵۲٫۳              |
| منبع: NOAA (1958-1983)            |                      |                      |                      |                      |                      |                      |                      |                      |                      |                      |                      |                      |                      |

## مردم‌شناسی
شهر کوندوز حدود ۲۶۸ هزار و ۸۹۳ نفر جمعیت دارد، در حالی‌که جمعیت ولایت کوندوز ۱ میلیون و ششصد هزار نفر است. تاجیک‌ها بزرگ‌ترین قوم شهر را تشکیل می‌دهند و پس از آن پشتون‌ها، ازبک‌ها، هزاره‌ها و دیگر اقوام قرار می‌گیرند. کوندوز مرکز ولایتی بسیار متنوع است که شامل جمعیت قابل توجهی از تاجیک، پشتون، ازبک، هزاره، بلوچ و ترکمن است..

## ناحیه شهری

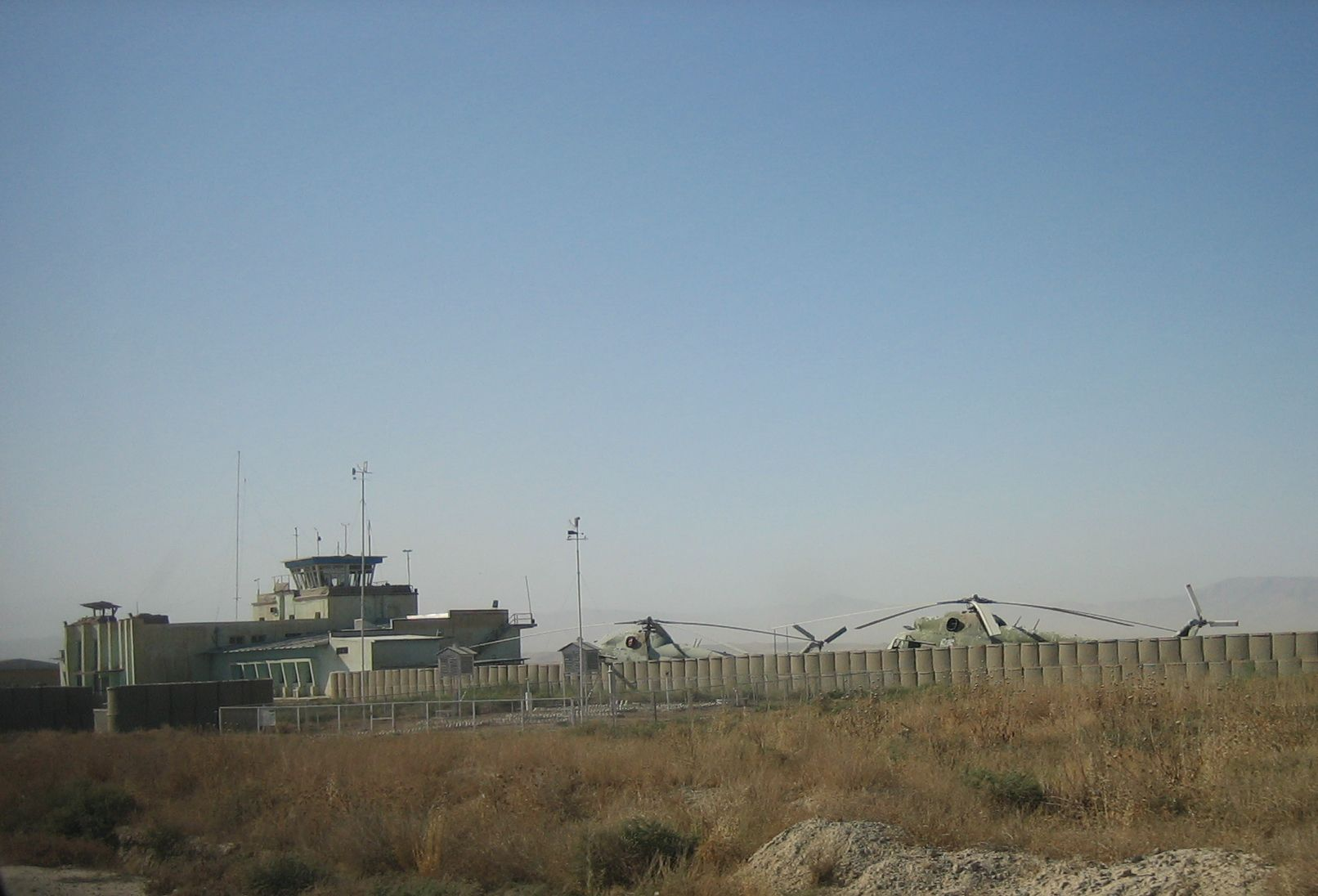
Kunduz Afghanistan Airport

شهر کوندوز به ۸ ناحیه پلیس (حوزه) با مساحت کل ۱۱٬۲۰۶ هکتار تقسیم شده‌است.
با نفوذترین رهبر کوندوز عارف خان بود که والی ولایت کوندوز بود و در سال ۲۰۰۰ در شهر پیشاور پاکستان به ضرب گلوله کشته شد. اندکی پس از این حادثه برادرش حاجی عمر خان مسئولیت وی را بر عهده گرفت و به عنوان والی و فرماندار کوندوز منصوب شد.

## برای مطالعهٔ بیشتر
- دوپری، نانسی هچ (۱۹۷۷): یک راهنمای تاریخی برای افغانستان. چاپ اول: ۱۹۷۰. چاپ دوم. تجدید نظر شده و بزرگ شده‌است. سازمان جهانگردی افغانستان.
- توماس جی بارفیلد، اعراب آسیای میانه افغانستان: عشایر چوپان در کوچ. سال ۱۹۸۲